# Carl von Essen
Carl Thure Henrik von Essen (ur. 18 października 1940 w Jönköping, zm. 11 listopada 2021 w  Björnlundzie) – szwedzki szermierz, szpadzista, złoty medalista olimpijski i wielokrotny medalista mistrzostw świata.
Na igrzyskach olimpijskich w Meksyku w 1968 roku zajął dziewiąte miejsce w zawodach drużynowych. Na rozgrywanych cztery lata później igrzyskach olimpijskich w Monachium był siódmy drużynowo, a w rywalizacji indywidualnej odpadł w pierwszej rundzie. Brał też udział w igrzyskach olimpijskich w Montrealu w 1976 roku, gdzie reprezentacja Szwecji w składzie: Carl von Essen, Hans Jacobson, Rolf Edling, Leif Högström i Göran Flodström zwyciężyła w rywalizacji drużynowej. W zawodach indywidualnych tym razem nie startował. 
Podczas mistrzostw świata w Moskwie w 1966 roku wspólnie z Carlem-Erikiem Bromsem, Hansem Lagerwallem, Larsem-Erikiem Larssonem i Janem Skoghiem zdobył brązowy medal w zawodach drużynowych. W tej samej konkurencji reprezentanci Szwedzi z von Essenem w składzie zdobywali następnie złote medale na mistrzostwach świata w Grenoble (1974) i mistrzostwach świata w Budapeszcie (1975) oraz brązowe na mistrzostwach świata w Hawanie (1969), mistrzostwach świata w Wiedniu (1971) i mistrzostwach świata w Hamburgu (1978). Ponadto zdobył brązowy medal indywidualnie na mistrzostwach świata w Hawanie (1969), plasując się za Polakiem Bohdanem Andrzejewskim i Aleksiejem Nikanczikowem z ZSRR.